# Pachycondyla picea
Pachycondyla picea is een mierensoort uit de onderfamilie van de Ponerinae. De wetenschappelijke naam van de soort is voor het eerst geldig gepubliceerd in 1953 door Bernard.